# A.C.D. Guidonia Montecelio
Associazione Calcio Dilettantistica Guidonia Montecelio là một câu lạc bộ bóng đá Ý nằm ở Guidonia Montecelio, Lazio.
Nó ở mùa giải 2010-11, từ Serie D nhóm G xuống hạng, trong trận play-off, đến Eccellenza Lazio.
Màu sắc của đội là vàng và đỏ.